# Charles Mason (Astronom)

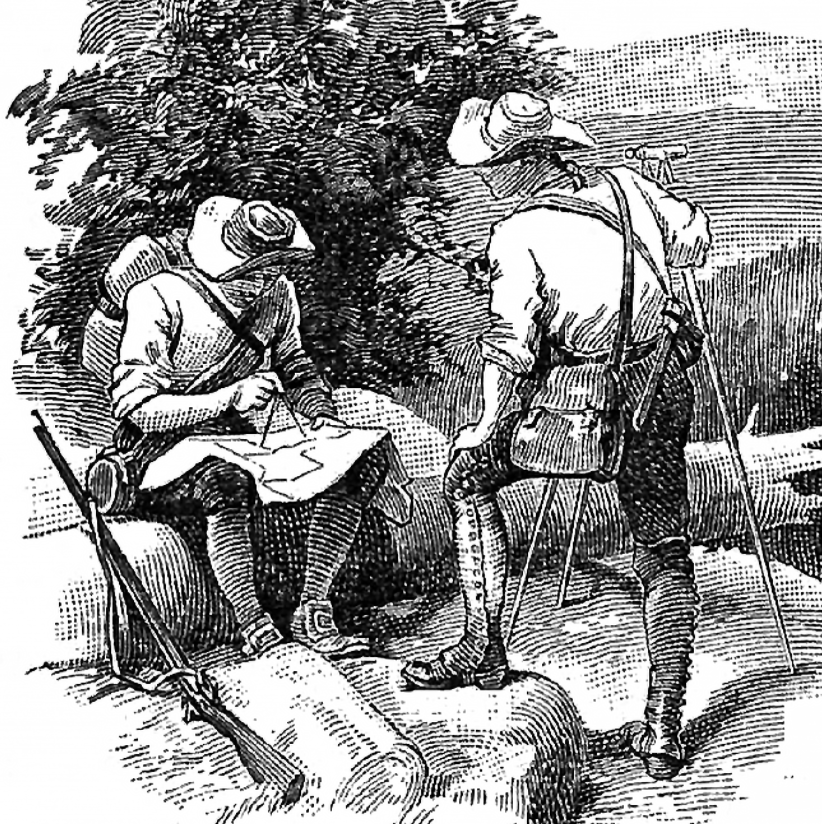
Mason (links) und Dixon vermessen die Mason-Dixon-Linie; Illustration von 1910

Charles Mason (* April 1728 in Oakridge, Gloucestershire, England; † 25. Oktober 1786 in Philadelphia, Pennsylvania, USA) war ein englischer Astronom.
Am Beginn seiner Karriere arbeitete er am Greenwich-Observatorium in der Nähe von London. Er war außerdem an der von Edmond Halley geforderten Beobachtung des Durchgangs der Venus (Venustransit) 1761 beteiligt. Er beobachtete die Venus gemeinsam mit Jeremiah Dixon in Kapstadt, die Ergebnisse sollten ein Gegenstück zu den Ergebnissen der Beobachtungen in Nordeuropa sein. Zwischen 1763 und 1769 vermaß er mit seinem Partner Jeremiah Dixon die nach ihnen benannte Mason-Dixon-Linie.

## Ehrungen
- Der amerikanische Autor Thomas Pynchon setzte den beiden in seinem 1997 erschienenen Roman Mason & Dixon ein literarisches Denkmal.
- Der Titelsong des Mark-Knopfler-Albums Sailing to Philadelphia handelt von Charles Mason und Jeremiah Dixon.
- Der Mondkrater Mason ist nach ihm benannt.
- Der Asteroid des äußeren Hauptgürtels (3131) Mason-Dixon ist nach ihm und nach Jeremiah Dixon benannt.[2]